# Оскар Мария Граф
Оскар Мария Граф (на немски: Oskar Maria Graf; * 22 юли 1894 Берг ам Щарнбергер Зее; † 28 юни 1967 Ню Йорк) е германски писател.

## Биография и творчество
Роден като Оскар Граф, използва псевдонима Оскар Мария Граф за неговите романи, които смята, че си заслужават четенето.
От 1938 година живее в изгнание в Ню Йорк.
Пише предимно автобиографични романи.

## Романи
- Животът на майка ми (1940), Епос от близо 600 страници, които проследяват събитията в Горна Бавария. Животът на генерациите селски предшественици на автора е заинтригуващо пресъздаден. Вплитайки умело големите завои на историята и как те се отразяват на ежедневието на обикновения човек, авторът води читателя си в едно близо 200-годишно пътуване във времето, започващо някъде в 18 век. Майката на автора, описана в романа, може да бъде определена като приблизително олицетворение на европейския селянин в края на 19. и началото на 20 век от Ирландия до България и от Испания до Русия.

## За него
- Rolf Recknagel, Ein Bayer in Amerika, Oskar Maria Graf, Leben und Werk. Verlag der Nation, Berlin 1974
- Gerhard Bauer, Gefangenschaft und Lebenslust: Oskar Maria Graf in seiner Zeit Eine Werk-Biographie. Süddeutscher Verlag, München 1987 ISBN 3-7991-6355-7
- Joachim Mohr: „Hunde wie ich.“ Selbstbild und Weltbild in den autobiographischen Schriften Oskar Maria Grafs. Königshausen & Neumann, Würzburg 1999 ISBN 3-8260-1705-6
- Wilfried F. Schoeller, Oskar Maria Graf: Odyssee eines Einzelgängers. Texte – Bilder – Dokumente. Büchergilde Gutenberg, Frankfurt 1994 ISBN 3-7632-4383-6
- Volker Weidermann, Das Buch der verbrannten Bücher. Kiepenheuer & Witsch, Köln 2008 ISBN 978-3-462-03962-7 (Zu Graf S. 83–85)
- Daniel Winkler, Utopisches Exil eines rebellischen Patrioten: Oskar Maria Graf und Wien, in: Mit der Ziehharmonika. Zeitschrift für Literatur des Exils und des Widerstands. 16. Jg. 1999, Nr. 2, Oktober (Doppelnummer). Hg. Theodor Kramer Gesellschaft Wien. ISSN 1563-3438 S. 45–50
- Georg Bollenbeck, Oskar Maria Graf. Eine Bildmonographie. Rowohlt, Reinbek 1985 ISBN 978-3-499-50337-5
- Hans Dollinger, Das Oskar Maria Graf Lesebuch. List, München 1993; Geleitwort Will Schaber. ISBN 3-471-77670-2